# Dubti
Dubti är en ort i Etiopien.   Den ligger i regionen Afar, i den centrala delen av landet, 400 km nordost om huvudstaden Addis Abeba. Dubti ligger 381 meter över havet och antalet invånare är 26 370.
Terrängen runt Dubti är platt. Runt Dubti är det mycket glesbefolkat, med 6 invånare per kvadratkilometer. Dubti är det största samhället i trakten. Trakten runt Dubti är ofruktbar med lite eller ingen växtlighet.